# Lex Aurelia iudiciaria
La lex Aurelia del 70 a.C. definisce la composizione del collegio giudicante della quaestio perpetua de repetundis. Un terzo di esso deve essere composto da senatori, un terzo da cavalieri, un terzo da tribuni aerarii: 300 per ogni categoria, in tutto 900. Gli aerarii erano cittadini con censo pari a quello dei cavalieri ma non iscritti all'albo. La legge Aurelia si mantenne senza cambiamenti fino alla dittatura di Cesare.
Sono chiamate leggi giudiziarie, judiciarae leges, le leggi che organizzavano a Roma i giudizi dei giudici, soprattutto in materia criminale: in ambito di giustizia repressiva (responsabilità dei magistrati) queste legislazioni offrivano un’importanza politica preminente. Esse stabilivano a chi spettasse la missione di giudicare i crimini di concussione. La storia delle leggi giudiziarie è connessa alla storia della Costituzione romana e a quella della lotta entro i due ordini, il senato e i cavalieri. Inizia tutto dal periodo che precede la legge di Silla. In materia civile, le funzioni di giudice giurato erano ricoperte fin dall’inizio della storia di Roma dai senatori; «in materia criminale, le giurie delle prime quaestiones perpetuae furono anche all’interno delle liste dei senatori ». Si procedette in questo modo finché G. Gracco non intervenne a vantaggio dell’ordine equestre per porre fine alla corruzione dei tribunali riformandoli (nella prima lista di giudici compare lo stesso G. Gracco): se Tiberio Gracco cominciò a pensare per questa ragione di equiparare in senato un numero di cavalieri uguale a quelli dei senatori, Gaio Gracco lo mise in atto, in quanto aveva l’idea, nel suo primo tribunato, di inserire in senato 300 cavalieri. A tal fine un plebiscito si propose di dare ai cavalieri la prerogativa di fornire i giudici giurati, tuttavia, si ignora come erano formati i tribunali per ogni processo. «La sua legge portò un colpo terribile all’aristocrazia senatoriale e aggravò questa ostilità dei due ordini, equestre e senatoriali, fino alla fine della Repubblica». I 450 giudici della lista (la lista era rifatta tutti gli anni dal pretore urbano che si prestava a sceglierli tra i più degni sebbene effettivamente fosse permanente), ossia i magistrati scelti dalla lista generale dei cavalieri, erano utilizzati per le azioni repetundarum (malversazione), ma la stessa parzialità dei tribunali equestri permetteva ai pubblicani di continuare a saccheggiare impunemente le province.
Nel 91 a.C. il tribuno del popolo M. Livio Druso propose un insieme di leggi tra le quali una legge giudiziaria «che prevedeva l’accesso di nuovi giudici nei tribunali provenienti dal Senato ristrutturato, ossia elevato a 600 membri (da 300), con i 300 nuovi membri tratti dai migliori tra gli equites»; successivamente anche Silla nell’88, in un suo primo tentativo di organizzazione della costituzione, introdusse in senato 300 nuovi membri presi dai cavalieri a sorte la prima volta. Dopo la morte di Silla la predisposizione dei tribunali equestri rientrò nel programma del partito democratico.
Il processo di Verre, che i giudici senatoriali non osarono assolvere, comportò una riforma necessaria compiuta nel 70 a.C. dal pretore L. Aurelio Cotta con la legge Aurelia che creò una nuova giuria composta da tre decurie: senatori, cavalieri equo publico, tribuni aerarii (non si sa precisamente chi siano: Belot li assimila ai cittadini di seconda classe). Secondo Mommsen, dopo la riforma dei comizi centuriati, ogni centuria aveva un capo chiamato curator tribuni (curatori annuali) con un censo di 400.000 sesterzi che formava una classe speciale: i tribuni aerarii (pagati inizialmente dai cittadini ) della legge Aurelia non sono altro che questi curatori delle tribù assimilati ai cavalieri anche se è più probabile che i tribuni aerarii fossero una classe di cittadini, con un censo determinato e inferiore a quello dei cavalieri e più vicino ai ducenarii d’Augusto.
«[…] È probabile che per la ricusazione, la legge Aurelia avesse soppresso il privilegio dei senatori e che essa non permetteva più il voto segreto […]».
La composizione delle giurie dei tribunali permanenti in età repubblicana fu un duro terreno di scontro nel conflitto socio- politico tra l'oligarchia senatoria e il ceto dei cavalieri dalla Quaestio de repetundis (149 a.C.) in poi. Un precario compromesso tra le fazioni in lotta fu siglato dalla lex Aurelia, che infrangeva il monopolio della giustizia tradizionalmente detenuto dagli optimates a favore dei ceti emergenti.
«[…] Anche qui era in gioco un allargamento della base del potere […]. Erano costituite tre decurie di giudici, una di senatori, una di cavalieri, una di tribuni dell'erario, categorie al di sotto dei cavalieri.»
Emanata dal console C. Aurelio Cotta nel 70 a.C., mentre Pompeo e Crasso ripristinavano il tribunato della plebe nella pienezza delle sue prerogative, esprimeva la volontà di rispettare l'equilibrio tra le diverse componenti della società romana attraverso una riforma dell'album iudicum.
Si stabiliva, infatti, che «[…] i collegi fossero formati mediante sorteggio di un ugual numero di membri da ciascuna delle tre categorie […].»
Il peso decisionale fu così verosimilmente affidato agli equites in virtù del prevalere, in termini di maggioranza, della fazione antinobiliare grazie all'accordo cavalieri-tribuni aerarii.
La nuova disposizione incideva marcatamente sul controllo dell'amministrazione delle province, tradizionalmente detenuto dalla nobilitas senatoria, e si inseriva nel più generale processo di allargamento dei diritti. La battaglia democratica, promossa dai populares, rinviene un precedente in materia legislativa nella lex Iudiciaria di C. S. Gracco del 122 a.C. che sottraeva ai senatori il diritto di appartenere alle giurie giudicanti in relazione alle quaestiones repetundarum.
«[…] L'attività dei Gracchi era una prima risposta teorica e pratica al disfacimento in atto della struttura sociopolitica romana, che aveva retto il governo della nobilitas e allo stesso potere preminente del senato […].»
In tema di reato di concussione essa assegnava ai soli cavalieri la potestà giudicante, decretando l'iniziale smantellamento dell'assetto istituzionale vigente, a conferma del dinamismo sociale innescato dalle guerre di conquista.
La reazione sillana tocca anche essa il problema della composizione delle giurie dei tribunali, restituiti, con la lex Cornelia dell'81 a.C., sia per i reati più gravi che per quelli di concussione, ai soli senatori nell'intento di restaurazione oligarchica promossa dal dittatore.
Zumpt ipotizzò, in relazione all’applicazione delle azioni repetundarum, che il pretore presentasse per ogni processo tre collegi di giudici e potesse ricusarne uno. Ugualmente nel 59, la legge Fufia Calena stabiliva che fossero disposte tre urne, una per ogni categoria di giudici e non più riunire tutti i suffragi nelle stesse urne: questo sistema fu per molto tempo applicato. Tutti i giudici dovevano essere presi ex-censu (le centurie erano quelle della costituzione di Servio modificate), ex-centuriis: i più ricchi provenivano dai cavalieri e tribuni aerarii.
Lo sconvolgimento delle guerre civili modificò sostanzialmente il regime e la questione dei tribunali permanenti fu disciplinata, in seguito, da una lex Pompeia del 55 a.C. che sostituiva al criterio sillano della scelta libera dei componenti da parte del pretore l'obbligo di nomina dei più ricchi delle tre categorie. Nel 52 Pompeo si basò sulla lista dei giudici della legge Aurelia per il processo di Milon e dei suoi adepti, una lista che conteneva 360 nomi sui quali furono tirati a sorte 81 giudici.
Successivamente, a regolamentare tale aspetto giudiziario, intervenne la lex Iulia, emanata da Cesare nel 46 a.C: il minus iudicandi fu con essa riservato ai soli senatori e cavalieri.
Arrivati all’epoca imperiale, Augusto riorganizzò i tribunali civili e criminali inserendovi tra i giudici gli Italiani e a partire da Vespasiano i provinciali, ma solo da province latine dell’Impero, salvo rare eccezioni, e quelli che erano cittadini di nascita e non per concessione di diritto di cittadinanza.